# Jos Schipper
Jos Schipper (Baarn, 10 giugno 1951) è un ex ciclista su strada olandese, professionista dal 1974 al 1982.

## Carriera
Tra i suoi risultati più importanti vi sono la vittoria della Ruddervoorde Koerse e la Dwars door Vlaanderen, oltre al terzo posto a La Méditerranéenne (1979), il quarto alla Amstel Gold Race (1977), e il quinto alla Vuelta a España, nel 1979.

## Palmares

### Strada
- 1976

Ruddervoorde Koerse
- 1977

1a tappa Tre Giorni di La Panne
- 1978

Dwars door Vlaanderen
1a tappa Vuelta a España
- 1979

Le Samyn
- 1981

Vuelta a Andalucía
- 1982

Halle-Ingooigem

## Piazzamenti

### Grandi Giri
- Tour de France

1980: 83°
1982: ritirato
- Vuelta a España

1978: 5°
1981: 37°